# Frenesí alimentario

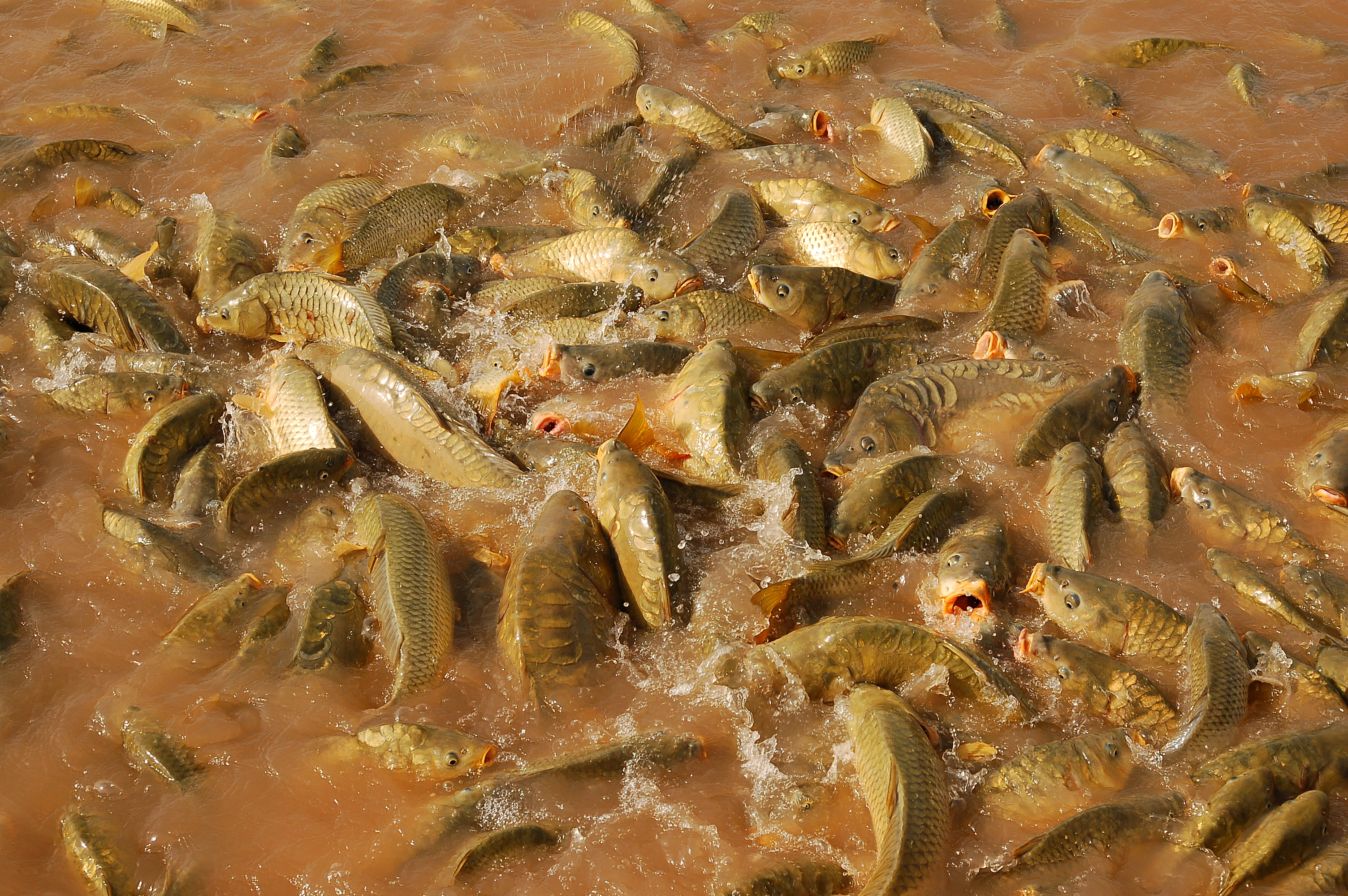
Carpa común (Cyprinus carpio) compitiendo por alimento en un estanque en el Palacio Real Agdal de Marrakech, en Marruecos.

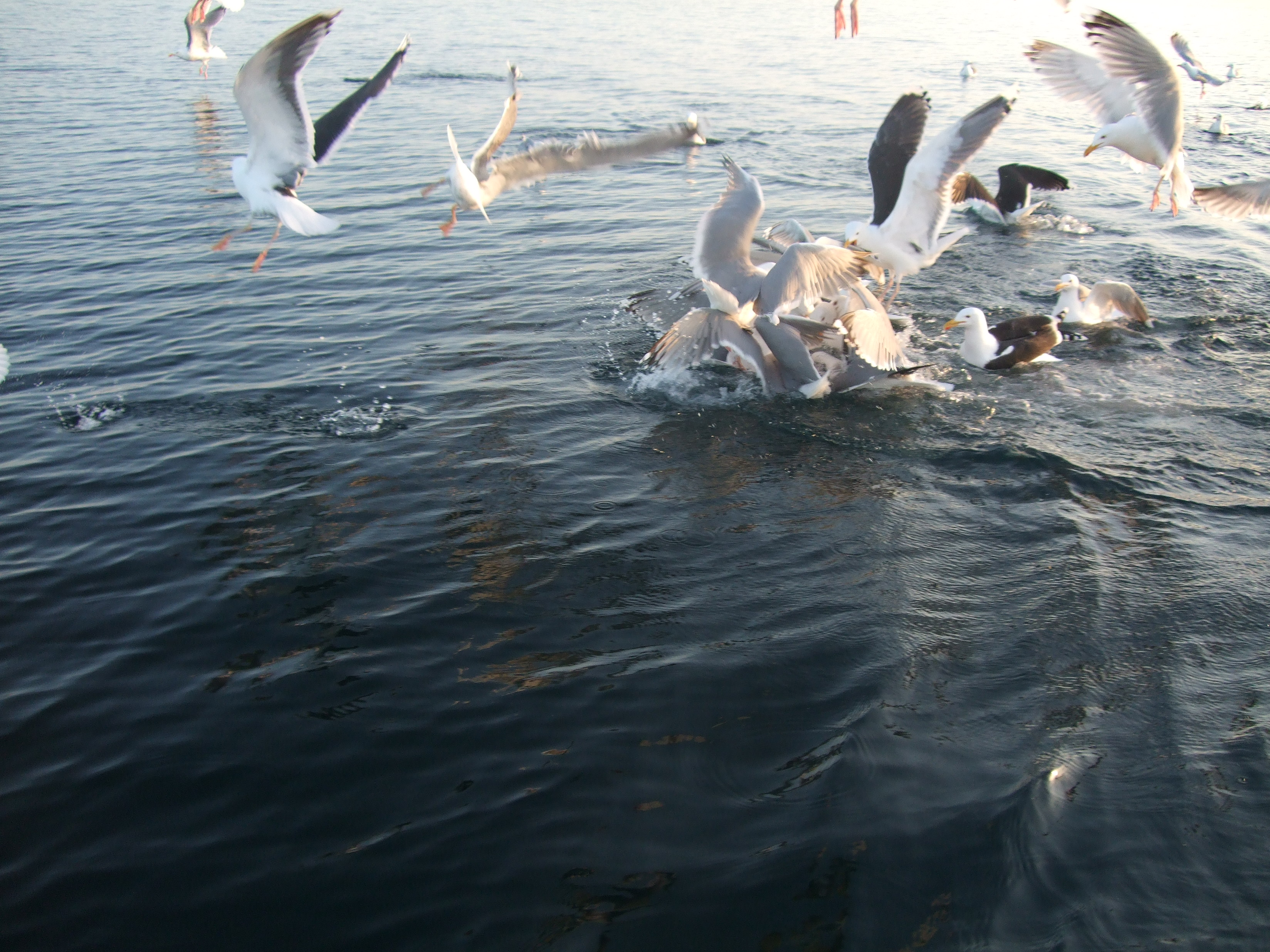
Gaviotas argéntea y gavión atlántico en Vestfjord, Noruega, comiendo restos de pescado desechados por los pescadores.

En ecología, se denomina frenesí alimentario (o frenesí alimenticio) al estado de agitación en el que entran los predadores cuando hay una gran cantidad de presas disponibles. Por ejemplo, un gran banco de peces puede ocasionar que cualquier tiburón situado cerca del mismo, como por ejemplo un tiburón limón, entre en estado de frenesí. A su vez, esto puede inducir a los tiburones a actuar con excepcional violencia, mordiendo cualquier cosa en movimiento que encuentren, incluso a individuos de su misma especie, o cualquier otra cosa que esté a su alcance. Una explicación funcional para este comportamiento es la competición entre predadores por conseguir alimento. Este término suele utilizarse más a menudo cuando se hace referencia a tiburones o pirañas. También ha sido empleado (con connotaciones peyorativas) en el ámbito del periodismo.